# Linnaemya sophia
Linnaemya sophia är en tvåvingeart som beskrevs av Robineau-desvoidy 1830. Linnaemya sophia ingår i släktet Linnaemya och familjen parasitflugor.
Artens utbredningsområde är Italien. Inga underarter finns listade i Catalogue of Life.